# Trestad

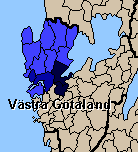
Mörkast blå = Tvåstad.
Näst mörkast = Fyrstad (Trestad saknar Lysekil längst till vänster).
Fyrbodal Kommunalförbund är alla blå kommuner oavsett nyans.

Trestad är en benämning på de närbelägna tätorterna (med tillhörande kommuner) Trollhättan, Uddevalla och Vänersborg. De tre kommunerna har cirka 160 000 invånare tillsammans varav Trollhättan är den folkrikaste av dem. 
De tre städerna ligger i en trekant, där avståndet från Vänersborg och Trollhättan till Uddevalla är cirka 30 km från båda städerna. Avståndet mellan Vänersborg och Trollhättan är cirka 15 km.
En resa mellan Vänersborg och Trollhättan via kollektivtrafik tar som snabbast cirka 11 minuter och en resa mellan Vänersborg och Uddevalla tar 20 minuter, båda med Västtågen. En resa med tåg mellan Trollhättan och Uddevalla tar 18 minuter och med buss från/till Kampenhof resecentrum i Uddevalla tar cirka 40 minuter.